# Симоновская набережная
Си́моновская на́бережная — набережная в южном округе Москвы на левом берегу Москвы-реки в Даниловском районе от Восточной улицы до Крутицкой набережной. Все дома по набережной имеют индекс 115280.

## История

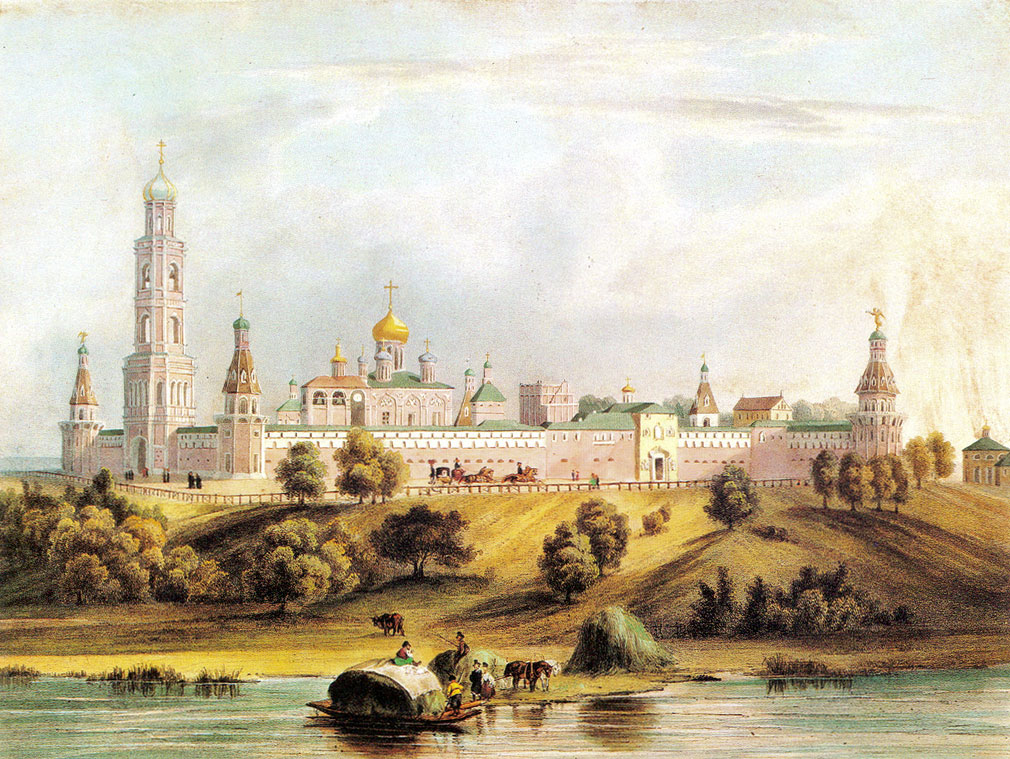
Симонов монастырь в XIX веке

Набережная получила своё название по находившимся в этой местности Симонову монастырю и Симоновской слободе. Слобода находилась за пределами Земляного города, на высоком левом берегу Москвы-реки. С XVI века известна как слобода Симонова монастыря, поэтому и названа Симоновской. Во второй половине XVIII века эта территория вошла в черту Москвы. В конце XIX — начале XX веков здесь были построены склады и крупные промышленные предприятия, такие, как завод Бари, «Динамо».
В августе 2020 года на картах вместо Симоновской набережной появился проектируемый проезд №6415.

## Перспективы
Планируется продление Симоновской набережной до Третьего транспортного кольца, далее до проспекта Андропова и до 2-го Южнопортового проезда с мостовым переходом через Кожуховский затон. Часть продления Симоновской набережной (проектируемый проезд №4062) получила в границах территории ЗИЛа название набережная Марка Шагала, ныне проектируемый проезд №4062 является набережной в Нагатинской пойме.